# Abraham Fogelbaum
Abraham Fogelbaum (né le 22 juin 1915 à Anderlecht – exécuté par les Allemands au Tir national, le 21 janvier 1942) était un jeune juriste bruxellois. Il est arrêté par la police allemande, alors qu'il tente de rallier l'Angleterre en 1941 et est détenu pendant un an à la prison de Saint-Gilles. Durant cette période il tient un journal personnel jusqu'à sa condamnation à mort pour faits de résistance, à l’âge de 26 ans. 
Son journal sera publié en 2012, 70 ans après sa rédaction : cahiers de misères, journal d'un condamné à mort.

## Éléments biographiques

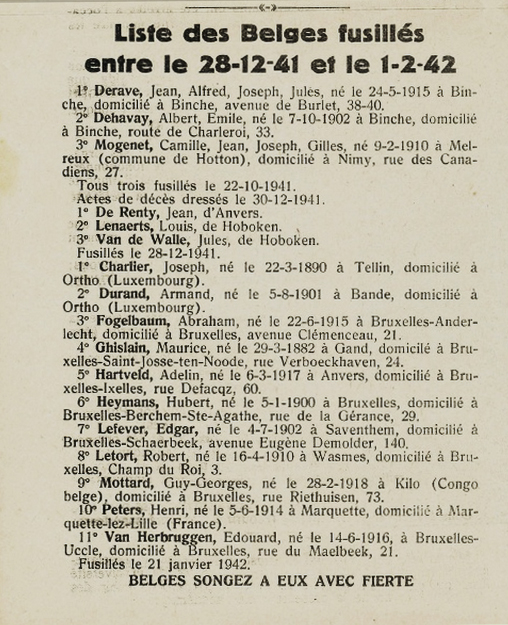
Extrait de la Libre Belgique clandestine (Peter Pan) du 15 février 1942 - Liste de fusillés

Avant la guerre, le père d'Abraham Fogelbaum est à la tête d'une entreprise prospère de maroquinerie à Bruxelles. En deux années, l'affaire périclite. Le paternel s'enfuit à Paris abandonnant femme et enfants. C'est le frère ainé, Charles Fogelbaum qui relance l'affaire et assume le rôle de chef de famille. En 1933, Abraham prend la nationalité belge. Il sera le seul de la fratrie à faire des études supérieures. Il sera diplômé en Droit et exercera au barreau de Bruxelles. Mobilisé, il est de ceux qui combattront durant la campagne des 18 jours, en mai 1940. Le 28 octobre 1940, une ordonnance allemande interdit aux Juifs d'exercer la profession d'avocat. 
En janvier 1941, il tente de fuir la Belgique pour rallier l'Angleterre en qualité d'aspirant pilote. Avec onze autres personnes, il est arrêté par la police allemande et incarcéré à la prison de Saint-Gilles le 21. Abraham trouve le temps de l'instruction bien long et les interrogatoires trop brefs. Durant toute sa période d'incarcération, il tient un journal intime, dans lequel il consigne ses préoccupations. Il ne voit rien venir et reste hébété lorsque, le 15 septembre 1941, le verdict tombe : il est condamné à mort. Il est fusillé au Tir national à Schaerbeek, le 21 janvier 1942. Un autre codétenu, avocat lui aussi, partage son destin, condamné pour les mêmes motifs : Adelin Hartveld. Son journal sera publié en 2012. Ses cahiers donnent à découvrir « l’expérience d’un jeune homme d’une intelligence et d’une sensibilité peu ordinaires »,.
Le bâtonnier Braffort, qui ne manque pas de cran, fait savoir qu'il attend toujours le faire-part de décès de ses deux confrères mort au champ d'honneur.

## La famille Fogelbaum
- Charles Fogelbaum, le frère aîné.
- Abraham Fogelbaum.
- Meriem, la maman.
- Sarah Fogelbaum, une sœur.
- Hélène, une sœur.

## Publication posthume
- Abraham Fogelbaum, cahiers de misères, journal d'un condamné à mort (février 1941 - janvier 1942), Fondation de la mémoire contemporaine, 2012.